# Kuri Kinton
Kuri Kinton es un arcade Yo contra el barrio publicado por Taito. El jugador controlan a un policía chino que debe deshacerse de numerosos enemigos mientras progresa a través de los niveles del juego. El objetivo del juego es rescatar a un jefe de policía y a su hija, los cuales han sido secuestrados por una banda y encerrados en un lugar subterráneo.
El juego recibió una respuesta dividida por la crítica.

## Juego
El jugador controla a un policía chino que ha recibido la misión de infiltrarse en una base subterránea para rescatar a un oficial de policía de alto rango y a su hija, los cuales han sido secuestrados por una banda. El juego consiste en dar patadas y puñetazos a numerosos enemigos, pudiendo usar también barridos y patadas voladoras. El juego comienza en un corredor subterráneo poblado por soldados con armadura y luchadores que lanzan shurikens. El jugador debe seguir la flecha que indica hacia dónde hay que avanzar según se va adentrando en las cavernas y encuentra un mayor número de enemigos. Un jefe experto en artes marciales guarda el final de cada nivel y puede eliminar rápidamente al personaje jugador si no se lucha con cuidado.
El jugador tiene una única vida en el juego, representada por una barra de salud que se reduce según se reciben ataques de los enemigos en el personaje-jugador. Si la barra se vacía por completo, el juego termina y un querubín dorado se eleva desde el cuerpo del personaje. Si el jugador continúa la partida, el querubín desciende de nuevo y vuelve a entrar en el cuerpo del personaje, que se pondrá de un salto en pie.

## Movimientos especiales
- Bola de energía: manteniendo el botón de puño pulsado el personaje va cargando una bola de energía entre las manos (similar al hadouken de Ryu o al kame hame ha de Son Goku).
- Escudo: si el jugador no toca el mando, se va recargando un escudo que varía de color dependiendo del número de golpes que puede soportar. Si se interrumpe el movimiento que realiza para recargar, sea porque se mueve el mando o porque un enemigo golpea al personaje, se interrumpe la carga.

## Lanzamiento
El juego original no fue lanzado en ningún ordenador o consola de su momento. Kuri Kinton fue finalmente lanzado en 2006 como parte de la compilación de videojuegos Taito Legends 2, para Windows y las consolas PlayStation 2 y Xbox.

## Recepción
Kuri Kinton ha recibido una respuesta dividida por parte de la crítica. El equipo de Retrogames describió, en un artículo de 2010, los niveles como flojos, criticó a los jefes del juego por ser efectivamente el mismo carácter con diferentes colores de traje. A pesar de esto, el redactor afirmó "... hay algo bastante divertido en este juego que hace difícil dejarlo...". Kung-Fu Master se sugería como un juego más directamente accesible con una jugabilidad similar. Andy Smith de ACE fue más crítico cuando escribió un artículo sobre el juego en 1988: "Kuri Kinton es un juego aburrido, los gráficos no son nada especial y el estilo de juego es muy viejo para las normas actuales." El artículo de Computer and Video Games en 1989 fue más positivo; el articulista alabó del juego "...sus grandes sprites y gráficos bien dibujados" y afirmó que "Kuri Kinton pega muy fuerte y es mucho más jugable que The Last Apostle."
Como parte de la compilación Taito Legends 2 el juego fue descrito como "...juego de peleas de scroll lateral bastante estándar..." por Kristan Reed de Eurogamer.